# Foxtrot-klassen
Foxtrot-klassen var NATO-rapporteringsnavnet for en dieselelektrisk undervandsbåd der blev bygget i Sovjetunionen. Den sovjetiske betegnelse var Projekt 641.
Foxtrot-klassen blev designet til at erstatte den tidligere Zulu-klasse, som havde problemer med strukturelle svagheder i skroget og harmoniske vibratationer der betød at der blev sat operative begrænsninger for klassens dykkeevne og tophastighed. Den første ubåd i klassen blev køllagt i 1957 og hejste kommando i 1958 og den sidste blev færdiggjort i 1983. I alt blev 58 bygget til Sovjetunionens flåde ved Sudomekh-afdelingen af Admiralitetsværftet i Sankt Petersborg. Yderligere skibe blev også bygget til udenlandske kunder.
Foxtrot-klassen var sammenlignelig i bevæbning og sejladsevner med de fleste samtidige designs. Dog betød de tre propeller at den var betydeligt mere støjende en de vestlige designs. Desuden var Foxtrot'en et af de sidste konstruerede designs før introduktionen af det dråbeformede skrog som betød væsentligt forøget sejladsevner neddykket. Foxtrot-klassen var forældet før det sidste skib i klassen var søsat. Den russiske flåde udfasede deres sidste Foxtrot-ubåde i perioden 1995-2000. De fleste enheder blev skrottet, men et antal blev doneret til museer. Den sidste operative undervandsbåd i klassen, U01 Zaporizzja, tjener i den ukrainske flåde, men overgav sig til russiske styrker den 22. marts 2014 under den russiske annektering af Krim. Rusland besluttede sig for ikke at tage imod ubåde grundet dens alder og begrænsede værdi for den russiske flåde.

## Cubakrisen
Foxtrot-klassen spillede en central rolle i nogle af de dramatiske situationer i Cubakrisen. Den sovjetiske flåde deployerede fire ubåde af klassen til Cuba. Destroyere fra US Navy smed øvelsesdybdebomber nær ubådene for at tvinge dem til overfladen. Tre af de fire ubåde blev tvunget til overfladen, den sidste slap væk.

## Tilbageværende skibe
Adskillige Foxtrot-ubåde er bevaret rundt om i verden.
- Aktive skibe
  - U01 Zaporizzja (Ukraine)
- Museumsskibe
  - B-39 ved San Diegos maritime museum, San Diego USA.
  - B-143 ved en forlystelsespark i Zeebrugge, Belgien.
  - B-413 i Kaliningrad, Rusland.
  - B-427 ved RMS Queen Mary i Long Beach, Californien, USA.
  - B-440 i Vytegra, en havneby ved Volga-Østersøkanalen i Rusland.[5]
  - U-475 (Black Widow) ved Strood, Kent, Storbritannien
  - INS Kursura S20 ved Rama Krishna-stranden, Visakhapatnam, Indien.

## I populærkultur
- En Foxtrot blev brugt af økoterroristen Max Scully i seaQuest DSV i episoden "Whale Song", hvor han angreb hvalfangere med en købt Foxtrot.
- I Stargate SG-1 Sæson 4 afsnittet "Small Victories", har Replicatorne overtaget en russisk Foxtrot ved navn Blackbird.
- I sci-fi miniserien The Triangle bliver en Foxtrot brugt til en SAR-mission.
- I Tom Clancy romanen Red Storm Rising benytter man en række Foxtrots til at angribe NATO-konvojer i Atlanterhavet.
- I BBC-serien Bugs, sæson 1, episode 4, bliver en Foxtrot ubåd brugt af skurken.
- I filmen Black Sea anskaffer en gruppe skattejægere en Foxtrot ubåd som udgangspunkt for deres skattejagt.